# Jeon Mi-ra
Dit is een Koreaanse naam; de familienaam is Jeon.
Jeon Mi-ra (6 februari 1978) is een tennisspeelster uit Zuid-Korea.
Ze begon op negenjarige leeftijd met tennis, toen ze daar op school mee in aanraking kwam.
Ze kwam tweemaal op een grandslamtoernooi uit, eenmaal in het enkelspel op de US Open, en eenmaal in het dubbelspel op Wimbledon, waar ze beide malen in de eerste ronde verloor. Echter, op Wimbledon 1994 bereikte ze de meisjes-finale, die ze van Martina Hingis verloor.
Jeon speelde dertienmaal voor Zuid-Korea op de Fed Cup, waarvan ze acht partijen won.
Ze is getrouwd met de Zuid-Koreaanse artiest Yoon Jong-shin. 